# Francesco Onnis
Francesco Onnis (Cagliari, 29 marzo 1938 – Cagliari, 24 aprile 2016) è stato un avvocato e politico italiano.

## Attività di deputato
Proclamato il 5 aprile 1994.
Elezione convalidata il 6 dicembre 1994.
Iscritto ai gruppi parlamentari:
- Alleanza Nazionale - MSI dal 21 aprile 1994 al 7 febbraio 1995
- Alleanza Nazionale   dal 7 febbraio 1995  all'8 maggio 1996.

Componente di organi parlamentari:
- XIII Commissione (Agricoltura) dal 25 maggio 1994 all'8 maggio 1996
- Comitato parlamentare per i procedimenti di accusa dal 15 novembre 1994 all'8 maggio 1996

Termine del mandato: 8 maggio 1996.